# Nanos incertus
Nanos incertus là một loài bọ cánh cứng trong họ Bọ hung (Scarabaeidae).